# Jošt Moravský
Jošt Moravský, též Lucemburský (pravděpodobně říjen 1354 Brno – 18. ledna 1411, Brno) byl moravský markrabě z dynastie Lucemburků, braniborský kurfiřt a zvolený římský král. Byl velmi schopným a obratným politikem, který ctižádostivě toužil po větší moci i majetku a neváhal v zájmu svých cílů měnit strany a názory. Spolu se svými bratry citelně zasahoval do záležitostí českého království, kterému vládl jejich bratranec Václav IV.

## Starší moravský markrabě

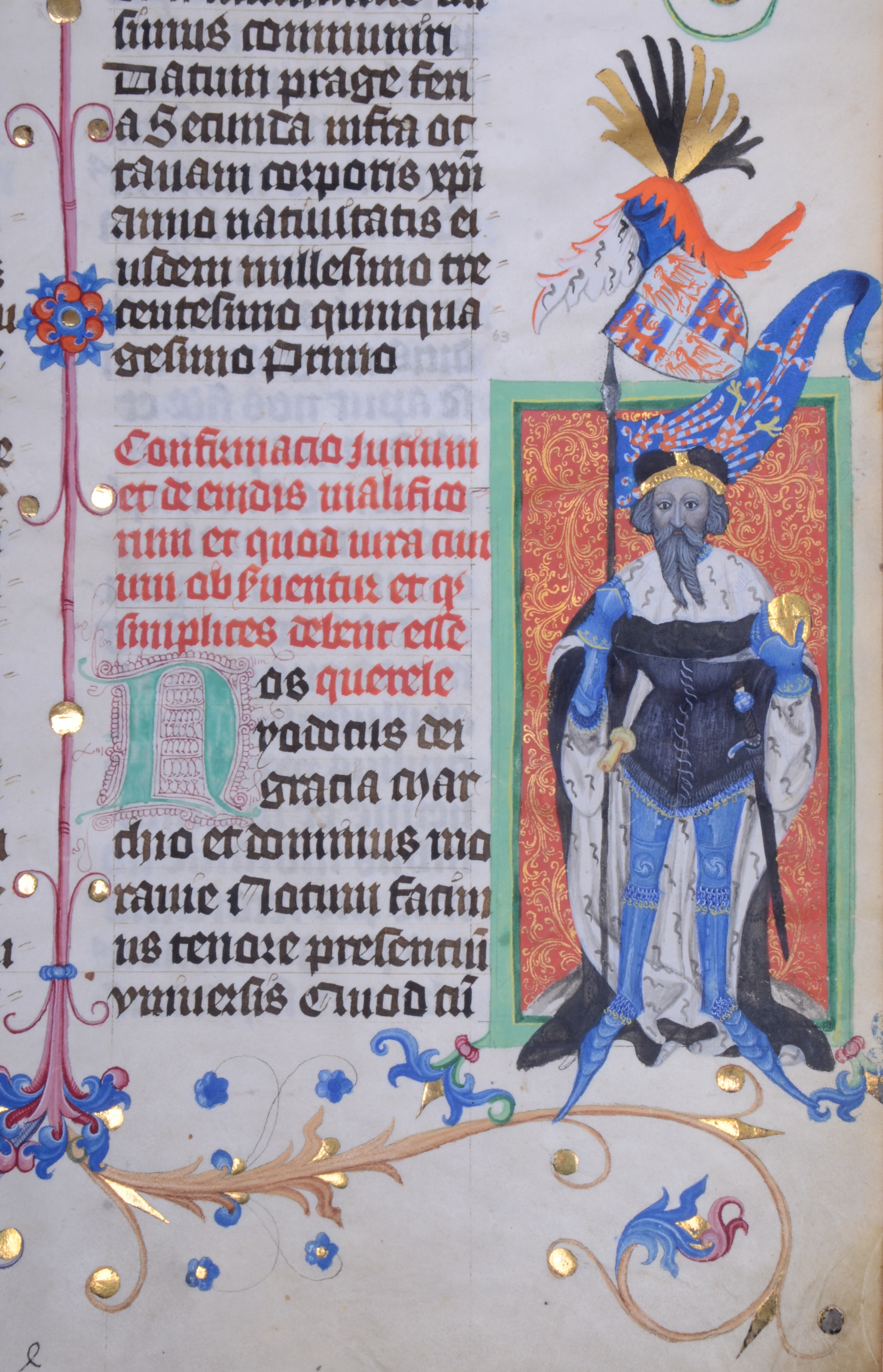
Jošt Lucemburský na miniatuře z Gelnhausenova kodexu

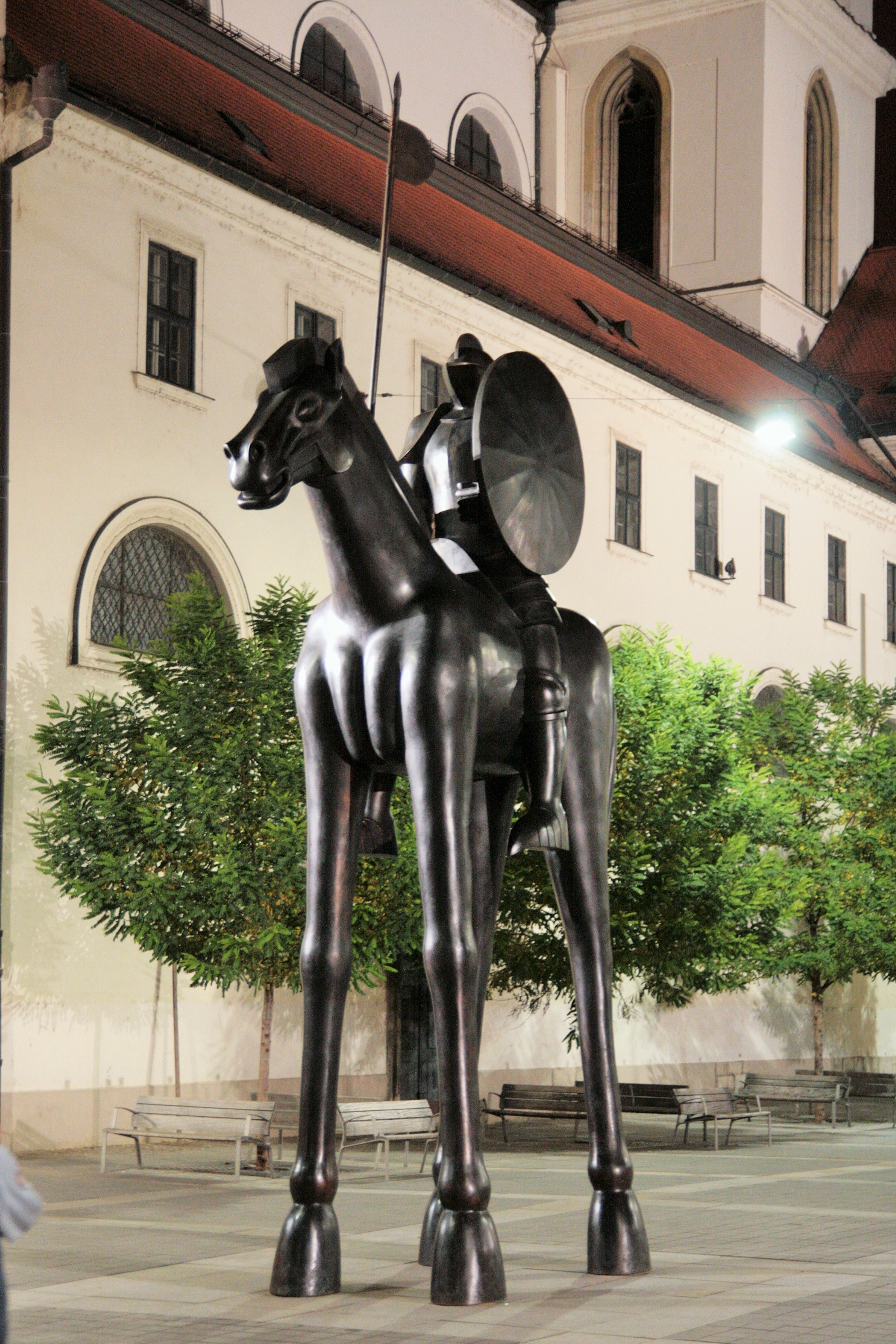
Odvaha (socha)

Narodil se jako prvorozený syn markraběte Jana Jindřicha, mladšího bratra Karla IV., a jeho druhé manželky Markéty Opavské z rodu opavských Přemyslovců. Roku 1375 po smrti svého otce se Jošt stal starším moravským markrabětem. O správu Moravy se musel dělit se svým nejmladším bratrem Prokopem Lucemburským a druhým bratrem Janem Soběslavem, mladšími moravskými markrabaty. Bratři nebyli svorní, což bylo příčinou vleklých válek, které mezi nimi vypukly po smrti Jana Soběslava roku 1380 a trvaly s přestávkami, kdy se rivalové krátkodobě usmiřovali, až do Prokopovy smrti v roce 1405.
Jošt byl po císaři druhým nejstarším Lucemburkem a Karel IV. se právem obával, že by mezi ním a jeho syny mohlo dojít k nástupnickým sporům. Proto vydal koncem roku 1376 nástupnický řád, jímž proti svým dosavadním zásadám rozdělil moc v zemích Koruny české, aby zajistil dědická práva svým synům a jejich potomkům. Nedlouho poté Karel potvrdil dohodu Jošta a Jana Soběslava o rozdělení rodového majetku po jejich otci Janu Jindřichovi, Karlovu bratru. V roce 1378 získal do zástavy Kladsko, patrně jako kompenzaci za finance, které Karlovi poskytl Jan Jindřich. Kladsko držel až do roku 1388, kdy ho směnil s českým králem Václavem IV. za zástavu Lucemburska.

## Vysoká politika
Roku 1383 jmenoval Václav IV. Jošta generálním říšským vikářem pro Itálii. Jošt se tak stal zástupcem římského krále v italských říšských državách, což pro něj znamenalo významné povýšení. Obnovil brněnskou mincovnu a po celou dobu vlády razil vlastní mince, včetně omezené emise dukátu.
Roku 1387 pomohl Jošt společně s Prokopem větší finanční půjčkou svému bratranci Zikmundovi Lucemburskému k získání uherského trůnu. Odměnou jim byla část dnešního západního Slovenska s Bratislavou. Roku 1388 jim Zikmund, který potřeboval stále více peněz, dal do zástavy Braniborsko. Uherský král Zikmund však nebyl schopen vyplatit zástavní částku, a tak se Jošt stal v polovině 90. let 14. století braniborským markrabětem a držitelem jednoho ze sedmi říšských kurfiřtských hlasů. Kromě toho zastavil Václav IV. Joštovi roku 1388 hrabství Lucembursko a alsaské fojtství.
Jošt rychle rozšiřoval svůj majetek i politickou moc, jeho ambice nicméně stále nebyly ukojeny. Roku 1394 zaštítil Panskou jednotu v revoltě proti králi Václavu IV., zatímco markrabě Prokop a králův bratr Jan Zhořelecký zůstali na Václavově straně. Když pak Jan Zhořelecký na jaře 1396 náhle zemřel, nevyhnul se Jošt podezření, že Janovu vraždu zorganizoval. Spekulace o travičství však nejsou prokázány.
Také roku 1402 během dalšího panského odboje proti králi stál Jošt na straně šlechty, tentokrát ve spojení se Zikmundem Lucemburským. Vzápětí se s ním ale politicky rozešel a po smrti svého bratra Prokopa stál na straně Václava IV. Roku 1410 proti Zikmundovi kandidoval na krále Svaté říše římské. Volba probíhala v situaci, kdy žil zvolený, korunovaný, ale roku 1400 sesazený římský král Václav IV. Kurfiřti zvolili v září 1410 za římského krále Zikmunda. Protože však nedostal potřebnou většinu hlasů, volbu 1. října opakovali a své hlasy dali Joštovi. Z titulu římského krále se však Jošt těšil jen krátce, od 1. října 1410 do 18. ledna 1411, kdy na brněnském Špilberku zemřel. Byl pohřben v kostele sv. Tomáše patřícímu ke klášteru augustiniánů eremitů.

## Manželství
Jošt byl dvakrát ženatý, obě manželky pocházely z piastovské dynastie. Jeho první ženou se v roce 1372 stala dcera vévody Vladislava II. Opolského Alžběta Opolská, která vzápětí ve svých čtrnácti letech zemřela. Druhá svatba se konala v roce 1374 a nevěstou byla Alžbětina teta Anežka Opolská. Obě manželství zůstala bezdětná. Někteří historikové se domnívají, že byl ženat pouze jednou.

## Pomník Jošta Moravského
V Brně byl 28. října 2015 odhalen pomník Jošta Moravského od Jaroslava Róny. Socha je vysoká 8 metrů a byla kritizována i obdivována.

## Vývod z předků
|               |                           |  |                    |                       |  |  |  |  |  |  |  | Jindřich VI. Lucemburský |
|               |                           |  |                    |                       |  |  |  |  |  |  |  |                          |
|               | Jindřich VII. Lucemburský |  |                    |                       |  |  |  |  |  |  |  |                          |
|               |                           |  |                    |                       |  |  |  |  |  |  |  |                          |
|               |                           |  |                    | Beatrix z Avesnes     |  |  |  |  |  |  |  |                          |
|               |                           |  |                    |                       |  |  |  |  |  |  |  |                          |
|               | Jan Lucemburský           |  |                    |                       |  |  |  |  |  |  |  |                          |
|               |                           |  |                    |                       |  |  |  |  |  |  |  |                          |
|               |                           |  |                    | Jan I. Brabantský     |  |  |  |  |  |  |  |                          |
|               |                           |  |                    |                       |  |  |  |  |  |  |  |                          |
|               | Markéta Brabantská        |  |                    |                       |  |  |  |  |  |  |  |                          |
|               |                           |  |                    |                       |  |  |  |  |  |  |  |                          |
|               |                           |  |                    | Markéta z Dampierre   |  |  |  |  |  |  |  |                          |
|               |                           |  |                    |                       |  |  |  |  |  |  |  |                          |
|               | Jan Jindřich Lucemburský  |  |                    |                       |  |  |  |  |  |  |  |                          |
|               |                           |  |                    |                       |  |  |  |  |  |  |  |                          |
|               |                           |  |                    | Přemysl Otakar II.    |  |  |  |  |  |  |  |                          |
|               |                           |  |                    |                       |  |  |  |  |  |  |  |                          |
|               | Václav II.                |  |                    |                       |  |  |  |  |  |  |  |                          |
|               |                           |  |                    |                       |  |  |  |  |  |  |  |                          |
|               |                           |  |                    | Kunhuta Uherská       |  |  |  |  |  |  |  |                          |
|               |                           |  |                    |                       |  |  |  |  |  |  |  |                          |
|               | Eliška Přemyslovna        |  |                    |                       |  |  |  |  |  |  |  |                          |
|               |                           |  |                    |                       |  |  |  |  |  |  |  |                          |
|               |                           |  |                    | Rudolf I. Habsburský  |  |  |  |  |  |  |  |                          |
|               |                           |  |                    |                       |  |  |  |  |  |  |  |                          |
|               | Guta Habsburská           |  |                    |                       |  |  |  |  |  |  |  |                          |
|               |                           |  |                    |                       |  |  |  |  |  |  |  |                          |
|               |                           |  |                    | Gertruda z Hohenbergu |  |  |  |  |  |  |  |                          |
|               |                           |  |                    |                       |  |  |  |  |  |  |  |                          |
| Jošt Moravský |                           |  |                    |                       |  |  |  |  |  |  |  |                          |
|               |                           |  |                    |                       |  |  |  |  |  |  |  |                          |
|               |                           |  | Přemysl Otakar II. |                       |  |  |  |  |  |  |  |                          |
|               |                           |  |                    |                       |  |  |  |  |  |  |  |                          |
|               | Mikuláš I. Opavský        |  |                    |                       |  |  |  |  |  |  |  |                          |
|               |                           |  |                    |                       |  |  |  |  |  |  |  |                          |
|               |                           |  |                    | Anežka z Kuenringu    |  |  |  |  |  |  |  |                          |
|               |                           |  |                    |                       |  |  |  |  |  |  |  |                          |
|               | Mikuláš II. Opavský       |  |                    |                       |  |  |  |  |  |  |  |                          |
|               |                           |  |                    |                       |  |  |  |  |  |  |  |                          |
|               |                           |  |                    | ?                     |  |  |  |  |  |  |  |                          |
|               |                           |  |                    |                       |  |  |  |  |  |  |  |                          |
|               | Adelheida Opavská         |  |                    |                       |  |  |  |  |  |  |  |                          |
|               |                           |  |                    |                       |  |  |  |  |  |  |  |                          |
|               |                           |  |                    | ?                     |  |  |  |  |  |  |  |                          |
|               |                           |  |                    |                       |  |  |  |  |  |  |  |                          |
|               | Markéta Opavská           |  |                    |                       |  |  |  |  |  |  |  |                          |
|               |                           |  |                    |                       |  |  |  |  |  |  |  |                          |
|               |                           |  |                    | Vladislav I. Opolský  |  |  |  |  |  |  |  |                          |
|               |                           |  |                    |                       |  |  |  |  |  |  |  |                          |
|               | Přemek Ratibořský         |  |                    |                       |  |  |  |  |  |  |  |                          |
|               |                           |  |                    |                       |  |  |  |  |  |  |  |                          |
|               |                           |  |                    | Eufémie Polská        |  |  |  |  |  |  |  |                          |
|               |                           |  |                    |                       |  |  |  |  |  |  |  |                          |
|               | Anna Ratibořská           |  |                    |                       |  |  |  |  |  |  |  |                          |
|               |                           |  |                    |                       |  |  |  |  |  |  |  |                          |
|               |                           |  |                    | Konrád II. Mazovský   |  |  |  |  |  |  |  |                          |
|               |                           |  |                    |                       |  |  |  |  |  |  |  |                          |
|               | Anna Mazovská             |  |                    |                       |  |  |  |  |  |  |  |                          |
|               |                           |  |                    |                       |  |  |  |  |  |  |  |                          |
|               |                           |  |                    | Hedvika Lehnická      |  |  |  |  |  |  |  |                          |
|               |                           |  |                    |                       |  |  |  |  |  |  |  |                          |